# XIe législature d'Espagne
La XIe législature d'Espagne (en espagnol : xi legislatura de España) est un cycle parlementaire des Cortes Generales, ouvert le 13 janvier 2016, à la suite des élections générales du 20 décembre 2015, et qui s'est terminé le 3 mai 2016, à la suite de la dissolution du Parlement par le roi Felipe VI en vue des élections générales du 26 juin 2016 pour la constitution de la XIIe législature. Elle a été précédée par la Xe législature.

## Bureaux des assemblées

### Du Congrès
Le bureau du Congrès rassemble le président, quatre vice-présidents et quatre secrétaires. Le président est élu à la majorité absolue des députés au premier tour, à la majorité simple au second entre les deux candidats ayant recueilli le plus grand nombre de suffrages lors du premier vote. Les vice-présidents et secrétaires sont élus à la majorité simple : les quatre candidats qui obtiennent le plus grand nombre de voix sont proclamés élus.
| Poste                     | Titulaire | Titulaire              | Parti   | Circonscription |
| ------------------------- | --------- | ---------------------- | ------- | --------------- |
| Président                 |           | Patxi López            | PSOE    | Biscaye         |
| Première vice-présidente  |           | Celia Villalobos       | PP      | Malaga          |
| Deuxième vice-présidente  |           | Micaela Navarro        | PSOE    | Jaén            |
| Troisième vice-présidente |           | Gloria Elizo           | Podemos | Tolède          |
| Quatrième vice-présidente |           | Rosa Romero Sánchez    | PP      | Ciudad Real     |
| Première secrétaire       |           | Alicia Sánchez-Camacho | PP      | Barcelone       |
| Deuxième secrétaire       |           | Ignacio Prendes        | Cs      | Asturies        |
| Troisième secrétaire      |           | Patricia Reyes Rivera  | Cs      | Madrid          |
| Quatrième secrétaire      |           | Marcelo Expósito       | BeC     | Barcelone       |

### Du Sénat
Le bureau du Sénat rassemble le président, deux vice-présidents et quatre secrétaires. Le président est élu à la majorité absolue des sénateurs au premier tour, à la majorité simple au second entre les deux candidats ayant recueilli le plus grand nombre de suffrages lors du premier vote. Les vice-présidents et secrétaires sont élus à la majorité simple : les deux (vice-présidences) ou quatre (secrétariats) candidats qui obtiennent le plus grand nombre de voix sont proclamés élus.
| Poste                   | Titulaire | Titulaire                   | Parti   | Circonscription        |
| ----------------------- | --------- | --------------------------- | ------- | ---------------------- |
| Président               |           | Pío García-Escudero         | PP      | Madrid                 |
| Premier vice-président  |           | Pedro Sanz                  | PP      | La Rioja               |
| Deuxième vice-président |           | Joan Lerma                  | PSOE    | Communauté valencienne |
| Premier secrétaire      |           | Luis Aznar Fernández        | PP      | León                   |
| Deuxième secrétaire     |           | Adela Pedrosa               | PP      | Alicante               |
| Troisième secrétaire    |           | Juan Carlos Raffo Camarillo | PSOE    | Séville                |
| Quatrième secrétaire    |           | María Eugenia Iparragirre   | EAJ/PNV | Guipuscoa              |

## Groupes parlementaires

### Congrès des députés
Le règlement du Congrès des députés dispose que les députés pourront former des groupes parlementaires, à condition que chacun d'entre eux compte au moins 15 membres. Toutefois, un ou plusieurs partis politiques ayant obtenu au moins cinq sièges et réuni soit 15 % des suffrages exprimés dans les circonscriptions où ils se présentaient soit 5 % des voix sur l'ensemble du territoire espagnol, peuvent former un groupe parlementaire. Les députés appartenant à un même parti ou à deux partis qui ne se sont pas affrontés devant les électeurs ne peuvent former de groupes parlementaires séparés.
| Nom | Nom                                                                                  | Début | Fin | Porte-parole        |
| --- | ------------------------------------------------------------------------------------ | ----- | --- | ------------------- |
|     | Populaire Grupo Parlamentario Popular en el Congreso                                 | 119   | 119 | Rafael Hernando     |
|     | Socialiste Grupo Parlamentario Socialista                                            | 89    | 89  | Antonio Hernando    |
|     | Podemos-En Comú Podem-En Marea                                                       | 65    | 65  | Íñigo Errejón       |
|     | Ciudadanos                                                                           | 40    | 40  | Juan Carlos Girauta |
|     | Gauche républicaine Grupo Parlamentario de Esquerra Republicana                      | 9     | 9   | Joan Tardà          |
|     | Catalan (Démocratie et Liberté) Grupo Parlamentario Catalán (Democràcia i Llibertat) | 8     | 8   | Francesc Homs       |
|     | Basque Grupo Parlamentario Vasco                                                     | 6     | 6   | Aitor Esteban       |
|     | Non-inscrits Grupo Parlamentario mixto                                               | 14    | 14  | Poste tournant      |

### Sénat
Le règlement du Sénat dispose que les sénateurs pourront former des groupes parlementaires, à condition que chacun d'entre eux compte au moins dix membres. Un groupe dont le nombre de sénateurs passe en dessous de six est dissous jusqu'à la clôture de la session en cours. Les sénateurs ayant participé aux élections au nom d'un même parti, d'une même fédération, d'une même coalition ou d'un même groupement ne peuvent former de groupes parlementaires séparés.
| Groupe parlementaire | Groupe parlementaire                                                                                   | Début | Fin | Porte-parole         |
| -------------------- | --- | ----- | --- | -------------------- |
|                      | Populaire Grupo Parlamentario Popular en el Senado                                                     | 142   | 142 | Xosé Manuel Barreiro |
|                      | Socialiste Grupo Parlamentario Socialista                                                              | 66    | 67  | Óscar López          |
|                      | Podemos-En Comú-Compromís-En Marea                                                                     | 23    | 23  | Ramón Espinar        |
|                      | Catalan au Sénat Démocratie et Liberté Grupo Parlamentario Catalán en el Senado Democràcia i Llibertat | 8     | 8   | Josep Cleries        |
|                      | Gauche républicaine Grupo Parlamentario de Esquerra Republicana                                        | 8     | 8   | Santiago Vidal       |
|                      | Basque au Sénat (EAJ/PNV) Grupo Parlamentario Vasco en el Senado (EAJ/PNV)                             | 7     | 7   | Jokin Bildarratz     |
|                      | Non-inscrits Grupo Parlamentario mixto                                                                 | 10    | 10  | Poste tournant       |

## Gouvernement et opposition
Depuis l'ouverture de la législature le 13 janvier 2016, le gouvernement du conservateur Mariano Rajoy gère les affaires courantes. Le 2 mars, le socialiste Pedro Sánchez se soumet à l'investiture du Congrès des députés, mais échoue avec 219 voix contre, 130 voix pour et une abstention. Ce rejet est confirmé le 4 mars par 219 voix contre et 131 voix pour.
Le 6 avril 2016, le Congrès des députés décide, par 218 voix pour et 113 contre, de soumettre au Tribunal constitutionnel un « conflit d'attributions », après que le gouvernement a refusé à plusieurs reprises de répondre aux sollicitations des parlementaires, arguant de n'être chargé que de l'expédition des affaires courantes et issu d'une autre législature. Seul le Parti populaire s'oppose à ce recours.

## Commissions parlementaires

### Au Congrès
| Commission                                                           | Président | Président                  | Parti   | Circonscription        |
| -------------------------------------------------------------------- | --------- | -------------------------- | ------- | ---------------------- |
| Commissions permanentes législatives                                 |           |                            |         |                        |
| Commission constitutionnelle                                         |           | Juan Ignacio Zoido         | PP      | Séville                |
| Commission des Affaires étrangères                                   |           | Jesús Posada               | PP      | Soria                  |
| Commission de la Justice                                             |           | Pedro José Muñoz González  | PSOE    | Ávila                  |
| Commission de l'Intérieur                                            |           | Rafael Merino              | PP      | Cordoue                |
| Commission de la Défense                                             |           | José María Barreda         | PSOE    | Ciudad Real            |
| Commission de l'Économie et de la Compétitivité                      |           | Arturo García-Tizón        | PP      | Tolède                 |
| Commission des Finances et des Administrations publiques             |           | Antonio Pradas             | PSOE    | Séville                |
| Commission des Budgets                                               |           | Francisco de la Torre Díaz | Cs      | Madrid                 |
| Commission de l'Équipement                                           |           | Sergio Pascual             | Podemos | Séville                |
| Commission de l'Éducation et des Sports                              |           | Pablo Casado               | PP      | Ávila                  |
| Commission de l'Emploi et de la Sécurité sociale                     |           | Alberto Montero            | Podemos | Malaga                 |
| Commission de l'Industrie, de l'Énergie et du Tourisme               |           | Fernando Martínez-Maíllo   | PP      | Zamora                 |
| Commission de l'Agriculture, de l'Alimentation et de l'Environnement |           | Pablo Matos                | PP      | Santa Cruz de Tenerife |
| Commission de la Santé et des Services sociaux                       |           | Sebastián Franquis Vera    | PSOE    | Las Palmas             |
| Commission de la Coopération internationale pour le développement    |           | Jordi Xuclà                | CDC     | Gérone                 |
| Commission de la Culture                                             |           | Toni Cantó                 | Cs      | Valence                |
| Commission de l'Égalité                                              |           | Pilar Cancela              | PSOE    | La Corogne             |
| Commissions permanentes non législatives                             |           |                            |         |                        |
| Commission du Règlement                                              |           | Patxi López                | PSOE    | Biscaye                |
| Commission du Statut des députés                                     |           | Leopoldo Barreda           | PP      | Biscaye                |
| Commission des Pétitions                                             |           | Pilar Rojo                 | PP      | Pontevedra             |
| Commission de Suivi et d'évaluation du pacte de Tolède               |           | Juan Pedro Yllanes         | Podemos | Iles Baléares          |
| Commission sur la Sécurité routière et les Déplacements durables     |           | Irene Rivera               | Cs      | Malaga                 |
| Commission pour les Politiques d'intégration du handicap             |           | Teófila Martínez           | PP      | Cadix                  |
| Commission pour l'Étude du changement climatique                     |           | José Juan Díaz             | PSOE    | Huelva                 |

### Au Sénat
| Commission                                                        | Président | Président                  | Parti | Circonscription        |
| ----------------------------------------------------------------- | --------- | -------------------------- | ----- | ---------------------- |
| Commissions permanentes législatives                              |           |                            |       |                        |
| Commission constitutionnelle                                      |           | Juan José Lucas            | PP    | Castille-et-León       |
| Commission des Affaires étrangères                                |           | José Ignacio Landaluce     | PP    | Cadix                  |
| Commission de la Justice                                          |           | Manuel Altava              | PP    | Castellón              |
| Commission de l'Intérieur                                         |           | Sebastián González Vázquez | PP    | Ávila                  |
| Commission de la Défense                                          |           | Gabino Puche               | PP    | Jaén                   |
| Commission de l'Économie et de la Compétitivité                   |           | Luisa Fernanda Rudi        | PP    | Aragon                 |
| Commission des Finances et des Administrations publiques          |           | José Luis Sanz Ruiz        | PP    | Séville                |
| Commission des Budgets                                            |           | José Montilla              | PSC   | Catalogne              |
| Commission de l'Équipement                                        |           | José Crespo                | PP    | Pontevedra             |
| Commission de l'Éducation et des Sports                           |           | Beatríz Jurado             | PP    | Cordoue                |
| Commission de l'Emploi et de la Sécurité sociale                  |           | Octavio López Rodríguez    | PP    | Saragosse              |
| Commission de l'Industrie, de l'Énergie et du Tourisme            |           | Fernando Carlos Rodríguez  | PP    | Galice                 |
| Commission de l'Agriculture, de la Pêche et de l'Alimentation     |           | José Luis Torres Colomer   | PP    | La Corogne             |
| Commission de la Santé et des Services sociaux                    |           | Carmen Aragón              | PP    | Ávila                  |
| Commission de la Coopération internationale pour le développement |           | Alberto Fabra              | PP    | Communauté valencienne |
| Commission de la Culture                                          |           | Alberto Gutiérrez Alberca  | PP    | Valladolid             |
| Commission de l'Égalité                                           |           | Ana María González García  | PP    | Guadalajara            |
| Commission des Entités locales                                    |           | José Ramón Bauzà           | PP    | Iles Baléares          |
| Commission de l'Environnement et du Changement climatique         |           | Ana Mariño                 | PP    | Madrid                 |
| Commissions permanentes non législatives                          |           |                            |       |                        |
| Commission du Règlement                                           |           | Pío García-Escudero        | PP    | Madrid                 |
| Commission des Incompatibilités                                   |           | Juan Manuel Moreno         | PP    | Andalousie             |
| Commission des Réclamations                                       |           | Paloma Sanz                | PP    | Ségovie                |
| Commission des Pétitions                                          |           | Carmen Leyte               | PP    | Ourense                |
| Commission des Affaires latino-américaines                        |           | Gonzalo Robles Orozco      | PP    | Salamanque             |
| Commission des Nominations                                        |           | Pío García-Escudero        | PP    | Madrid                 |

### Conjointes
| Commission                                                 | Président | Président                 | Parti | Circonscription | Chambre |
| ---------------------------------------------------------- | --------- | ------------------------- | ----- | --------------- | ------- |
| Commission pour les Relations avec le Tribunal des comptes |           | Teófilo de Luis           | PP    | Madrid          | Congrès |
| Commission pour l'Union européenne                         |           | José Zaragoza             | PSC   | Barcelone       | Congrès |
| Commission pour les Relations avec la Défenseur du peuple  |           | Joseba Agirretxea         | PNV   | Guipuscoa       | Congrès |
| Commission pour la Sécurité nationale                      |           | María Dolores de Cospedal | PP    | Tolède          | Congrès |

## Députations permanentes

### Congrès des députés
Le bureau du Congrès des députés décide le 26 janvier 2016 que la députation permanente est composée de 60 membres réunis sous la présidence de Patxi López. Elle est officiellement constituée le 20 avril en prévision de la dissolution des Cortes.

### Sénat
La députation permanente du Sénat est composée de 35 membres réunis sous la présidence de Pío García-Escudero. Elle est officiellement constituée le 9 février 2016 en prévision de la dissolution des Cortes Generales.